# هنری بونیلا
هنری بونیلا (Henry Bonilla) (متولد ۲ ژانویه ۱۹۵۴)، عضو پیشین کنگره است که نمایندهٔ حوزهٔ انتخابیهٔ بیست و سوم کنگره تگزاس در مجلس نمایندگان ایالات متحده بود. بونیلا در تلاش خود برای انتخاب مجدد در دور دوم انتخابات ویژه که در ۱۲ دسامبر سال ۲۰۰۶ برگزار شده بود، توسط سایرو رودریگز، عضو دموکرات پیشین کنگره شکست خورد. دوره خدمت وی در کنگره در ۳ ژانویه سال ۲۰۰۷ همزمان با آغاز رسمی کنگره یک‌صد و دهم، به پایان رسید.

## ریشه‌ها در سن آنتونیو
بونیلا پسر آنیتا آرلانو و اِنریکه ای. بونیلا، در شهر سن آنتونیو متولد شد. در جوانی در برنامهٔ آموزشی استعدادیابی که حمایت علمی و فعالیت‌های آگاهی‌دهی کالج را برای دانشجویان فراهم می‌نماید، شرکت کرد. در سال ۱۹۷۲ از دبیرستان سن آنتونیو جنوبی فارغ شد و در سال ۱۹۷۶ مدرک کارشناسی خود را در رشتهٔ روزنامه‌نگاری از دانشگاه تگزاس در آستین، بدست آورد. پیش از این‌که وارد سیاست شود، مجری خبرهای تلویزیونی در شبکه تلویزیونی KENS-TV وابسته به شبکه س.بی. اس (CBS) سن آنتونیو بود. دبوره کناپ (متولد ۱ دسامبر ۱۹۵۴)، خانم سابق وی به‌عنوان گویندهٔ خبر در این شبکه به کار خود ادامه می‌دهد. بونیلا پس از آن با شرلی وایت شیلبی (متولد سال ۱۹۵۹) ازدواج کرد.

## حرفه کنگره
بونیلا در ماه مارس سال ۱۹۹۲ برندهٔ نامزدی حزب جمهوری‌خواه حوزهٔ انتخابیهٔ بیست و سوم برای کرسی مجلس نمایندگان ایالات متحده شد. حوزهٔ انتخابیهٔ بیست و سوم از زمان تشکیلش در سال ۱۹۶۷، یک حوزهٔ دموکرات بود، اما بونیلا، آلبرت جی. بوستامانته، نمایندهٔ آن زمان چهار دوره‌ای را، به بی‌توجهی با نیازمندی‌های موکلینش، دخالت در رسوایی بانکی مجلس با نوشتن ۳۰ «چک بدون احتساب» در بانک مجلس و سفرهای تفریحی بیش از حد و سؤال برانگیز به خارج از کشور، متهم ساخت.
بونیلا یک همکاری ناخواسته از مجلس قانون‌گذاری ایالتی بدست آورد، چنانچه بر مبنای آن منطقهٔ به شدت جمهوری‌خواه سن آنتونیو غربی مربوط حوزهٔ انتخابیهٔ بیست و سوم باقی‌ماند، در حالی‌که حوزهٔ انتخابیهٔ بیست و هشتم را از قسمت اعظم قلمرو حوزهٔ انتخابیهٔ بیست و سوم جدا ساخت. علیرغم هزینه بیش از حد ۷۵۸٬۴۵۳ دلار در برابر ۵۹۴٬۰۳۲ دلار و زندگی در منطقهٔ که همان سال تحت اداره بل کلینتون بود، بونیلا با تفاوت ۲۱ امتیازی ۵۹ در برابر ۳۸ درصد پیروز انتخابات شد که بزرگترین تفاوت شکست برای یک نمایندهٔ آن زمان در آن سال بود.
بونیلا در ماه مارس سال ۱۹۹۹، به‌عنوان یگانه شهروند تگزاس، توسط فرماندار جروج دبلیو بوش در کمیتهٔ اکتشافی ریاست‌جمهوری معرفی شد. بونیلا گاهی اوقات از بوش در برنامه‌های خبری ملی نمایندگی می‌کرد وهم‌چنان به‌عنوان سخنگوی جانشین عمل می‌کرد. گرچه حوزهٔ انتخابیه بیست و سوم تمایل کمی به حزب دموکرات داشت اما بولینا سابقهٔ رای خیلی‌ها محافظه‌کارانه را ایجاد کرده بود. بولینا تا حدود زیادی به دلیل محبوبیتش در سن آنتونیو، الی سال ۲۰۰۲ زمانی‌که هنری کولر دموکرات، وزیر خارجه اسبق تگزاس، با تفاوت دو امتیاز از کنار زدن وی فاصله داشت، به کدام چالش واقعی مواجه نشده بود.
بونیلا اعلام کرد که در صورت نامزدی کی بیلی هاچیسون، همکار جمهوری‌خواه اش، برای سمت فرمانداری در انتخابات سال ۲۰۰۶ علیه ریک پری فرماندار آن زمان جمهوری‌خواه، وی احتمالاً در انتخابات سال ۲۰۰۶ برای کسب کرسی کی بیلی هاچیسون، در مجلس سنا کاندید نماید. اما هاچیسون تصمیم گرفت برای یک دورهٔ دیگر در مجلس سنا کاندید شود.
بونیلا پس از به‌عهده‌گیری مسئولیت صندوق مستقل سیاسی بنام آرمان آمریکایی PAC در سال ۱۹۹۹، تصریح کرد که مأموریت این صندوق «ارائه کمک مالی فراوان و مستقیم برای کاندیدهای درجه نخست اقلیت جمهوری‌خواه (GOP) است». با وجود این اعلام، بین سال ۱۹۹۹ و اخیر سال ۲۰۰۳، صرف ۴۸٬۷۵۰ دلار (یا ۸٫۹ درصد) از مجموع ۵۴۷٬۰۰۰ دلاری که در صندوق PAC جمع‌آوری شده بود، به قدرت‌خواهان اقلیت پرداخت شده، در حالی‌که بیش از ۱۰۰٬۰۰۰ دلار به سازمان‌ها یا انجمن‌های حزبی حزب جمهوری‌خواه در نظر گرفته شده‌است.
بونیلا در دفاع از سابقه کار خود در PAC در کمک به کاندیدهای اقلیت گفت: «ما بهترین کاری را که می‌توانستیم انجام دادیم». در کل به تعداد ۲۷ از قدرت‌خواهان اقلیت که بیشترین شان آمریکایی‌های اسپانیایی‌تبار بودند پول دریافت کردند که آن‌هم کمک هزینه‌های اندک بود. اما بونیلا گفت که پیدا کردن «کاندیدهای اقلیت خوب و نیرومند که بودجه را بر رویشان مصرف کنیم» یک کار دشوار است. در ماه ژوئیه سال ۲۰۰۳، خزانه دار صندوق PAC به حیف و میل ۱۱۹٬۰۲۱ دلار بین سال‌های ۱۹۹۹ و ۲۰۰۳، اعتراف کرد و به ۱۵ ماه زندان محکوم به مجازات شد. حیف و میل این پول‌ها تقریباً الی چهارسال پس از انجام آن، علنی نشده بود. بونیلا در یک مصاحبه در سال ۲۰۰۴ گفت که «این قضیه سابقهٔ بدی در قضاوت من است».

## حوزه‌بندی مجدد سال ۲۰۰۳
بونیلا در سال ۲۰۰۴ برای یک رقابت مجدد در مقابل کولر آمادگی می‌گرفت، اما در سال ۲۰۰۳ حوزه‌بندی جنجالی مجدد اواسط دههٔ توسط مجلس قانون‌گذاری ایالت تگزاس و نتایج تلاش‌های تام دیلی، رهبر اکثریت مجلس نمایندگان ایالات متحده، قسمت اعظم لاردو را که از زمان تشکیل آن بخش اصلی حوزهٔ انتخابیهٔ بیست و سوم را تشکیل می‌داد، به حوزهٔ انتخابیهٔ بیست و هشتم انتقال داد. در عوض این مناطق، چندین منطقهٔ حومهٔ شهری به شدت جمهوری‌خواه سن آنتونیو که قبلاً مربوط حوزهٔ انتخابیهٔ بیست و یکم بودند برای بونیلا رسید، تمامی این مناطق به استثنای یکی آن پیروزی بونیلا را در دوره هفتم تضمین می‌کردند. در این میان کولر وارد رقابت انتخابات مقدماتی سال ۲۰۰۴ شد و در برابر سایرو رودریگز، نمایندهٔ دموکرات آن زمان حوزهٔ انتخابیهٔ بیست و هشتم به پیروزی رسید و سپس برندهٔ انتخابات عمومی شد.
بونیلا از صندوق آرمان آمریکایی PAC خود به اقدامات حوزه‌بندی مجدد پول کمک کرد.
به زودی پس از انتخابات سال ۲۰۰۴، بونیلا با طرح پیشنهادی تغییر قواعد شکلی که بر مبنای آن رهبران مجلس می‌توانستند علیرغم متهم شدن توسط هیئت قضائی ایالتی، سمت‌های رهبری خود را حفظ نمایند، مورد انتقاد قرار گرفت.
بر اساس این طرح پیشنهادی، تام دیلی می‌توانست علیرغم اتهام وارده توسط ادارهٔ دادستانی ناحیه‌ای شهرستان ترایس مبنی بر نقض احتمالی {قوانین} مالی کمپین انتخاباتی، در سمت خود به عنوان رهبر اکثریت باقی بماند. بسیاری از موکلین به این نظر بودند که بونیلا ترسیم مجدد جانبدارانهٔ حوزهٔ انتخابیهٔ بیست و سوم توسط دیلی را علناً با لطف سیاسی جبران می‌نماید.
در ۲۹ ماه ژوئن سال ۲۰۰۶، دادگاه عالی ایالات متحده تحت رهبری قاضی آنتونی کندی، در پروندهٔ اتحادیهٔ شهروندان آمریکایی لاتین متحد علیه پری، ضمن تأیید حوزه‌بندی مجدد سال۲۰۰۳، حکم کرد که حوزهٔ انتخابیهٔ بونیلا قانون حقوق مدنی را نقض کرده‌است. دادگاه اعلام کرد که مجلس قانون‌گذاری ایالت تگزاس با حذف قسمت اعظم بخش‌های لاردو از حوزهٔ انتخابیهٔ بیست و سوم، حقوق رای‌دهندگان لاتین را نقض کرده‌است. با وجودی‌که حوزهٔ انتخابیهٔ بیست و سوم که مجدداً تنظیم شده بود، هنوز هم ۵۵ درصد لاتین تبار بود، اما صرف ۴۶ درصد جمعیت واجد شرایط رای‌دهی حوزه مذکور لاتین تبار بودند.
قضات حکم کردند که در نتیجهٔ، حوزهٔ انتخابیهٔ جدید طبق قانون حقوق رای، اتباع لاتین تبار کافی واجد شرایط ندارد. از آنجائی‌که مجلس قانون‌گذاری حوزهٔ انتخابیهٔ قابل قبول برای اکثریت لاتین تبارها ایجاد نکرده بود (جایگزین مورد نظر آن یعنی شهر آستین به مک‌آلن حوزهٔ انتخابیهٔ بیست و پنجم به هم پیوسته در نظر گرفته نشده بود)، از این‌رو حوزهٔ انتخابیهٔ بیست و سوم که جدیداً تنظیم شده نیز باید لغو می‌شد. بنا بر وسعت حوزهٔ انتخابیهٔ بیست و سوم، این حکم ترسیم مجدد تقریباً هر حوزه از شهر ال پاسو الی سن آنتونیو را عملاً الزامی ساخت. طبق رویه معمول یک نقشهٔ جدید باید قبل از انتخابات‌های ماه نوامبر چاپ می‌شد. دادگاه خطوط جدید را در ۷ ماه اوت صادر کرد. بر اساس این خطوط، تمامی بخش‌های منطقهٔ لاردو از حوزهٔ انتخابیهٔ بیست وسوم به حوزهٔ انتخابیهٔ بیست و هشتم انتقال یافت، اما با این وجود با افزایش جمعیت لاتین تبار آن به ۶۵ درصد، این حوزه را برای دموکرات‌ها خودمانی تر ساخت.